# Karimnagar
Karimnagar là một thành phố và khu đô thị của quận Karimnagar thuộc bang Andhra Pradesh, Ấn Độ.

## Địa lý
Karimnagar có vị trí 18°26′B 79°09′Đ / 18,43°B 79,15°Đ Nó có độ cao trung bình là 265 mét (869 feet).

## Nhân khẩu
Theo điều tra dân số năm 2001 của Ấn Độ, Karimnagar có dân số 203.819 người. Phái nam chiếm 51% tổng số dân và phái nữ chiếm 49%. Karimnagar có tỷ lệ 76% biết đọc biết viết, cao hơn tỷ lệ trung bình toàn quốc là 59,5%: tỷ lệ cho phái nam là 82%, và tỷ lệ cho phái nữ là 69%. Tại Karimnagar, 12% dân số nhỏ hơn 6 tuổi.